# Емил Гале
Емѝл Галѐ (на френски: Émile Gallé, Нанси, 8 май 1846 – Нанси, 23 септември 1904) е френски художник, работил със стъкло, считан за един от най-значимите представители на течението ар нуво във Франция.

## Биография
Гале е син на производител на фаянс и мебели. Изучава философия, ботаника и рисуване. Обучава се да работи със стъкло в Майсентал и се връща да работи във фабриката на баща си след Френско-пруската война. В ранните си работи използва прозрачно стъкло, декорирано с емайл, но скоро възприема оригинален стил като изработва предмети от тежко, непрозрачно стъкло, гравирано с флорални мотиви. В кариерата му настъпва подем след Световното изложение в Париж през 1878 г.
Десет години по-късно той отново се представя успешно на Световното изложение в Париж през 1889 г. като междувременно е успял да постигне международна известност. Със своя стил, характеризиращ се с акцент върху натурализма и флоралните мотиви, Гале е сред водещите фигури на разрастващото се течение ар нуво. 
Той продължава да прилага в работата си експериментални техники като използване на метално фолио и мехурчета въздух. Също така спомага за развитието на стъкларската индустрия като основава работилница за масово производство на предмети по негов дизайн, както и по дизайн на други художници. Предприятието работи до 1936 г., като в най-силния си период ангажира 300 работници и занаятчии, сред които и известния майстор на стъкло Южен Росо.
Гале пише книга за изкуството, озаглавена „Écrits pour l'art 1884 – 89“, която е публикувана през 1908 г., след смъртта му.
Той участва в организирането на вечерни училища за работническата класа (l’Université populaire de Nancy). Касиер е на клона в Нанси на Френската лига за защита на правата на човека (Ligue Française pour la Défense des Droits de l’Homme) и през 1898 г., излагайки на риск кариерата си, става един от първите активно включили се в защитата на Алфред Драйфус. Гале публично осъжда арменския геноцид, защитава румънските евреи и се изказва в защита на ирландските католици, въстанали срещу Великобритания. 

## Галерия
- Творби на Гале
- Ваза с цветя, ок. 1880
- Ваза с лилии и маргарити, 1896
- Супник, фаянс, края на XIX в.
- Ваза с орхидея и надпис – цитат от белгийския поет Морис Метерлинк, 1898